# Мертендорф (Тирингија)
Мертендорф (њем. Mertendorf) општина је у њемачкој савезној држави Тирингија. Једно је од 93 општинска средишта округа Зале-Холцланд. Према процјени из 2010. у општини је живјело 166 становника. Посједује регионалну шифру (AGS) 16074055.

## Географски и демографски подаци
Мертендорф се налази у савезној држави Тирингија у округу Зале-Холцланд. Општина се налази на надморској висини од 335 метара. Површина општине износи 3,8 km². У самом мјесту је, према процјени из 2010. године, живјело 166 становника. Просјечна густина становништва износи 44 становника/km².